# Zbytiny
Zbytiny (deutsch Oberhaid) ist eine Gemeinde in Tschechien. Sie liegt acht Kilometer südlich von Prachatice und gehört zum Okres Prachatice.

## Geographie

### Lage

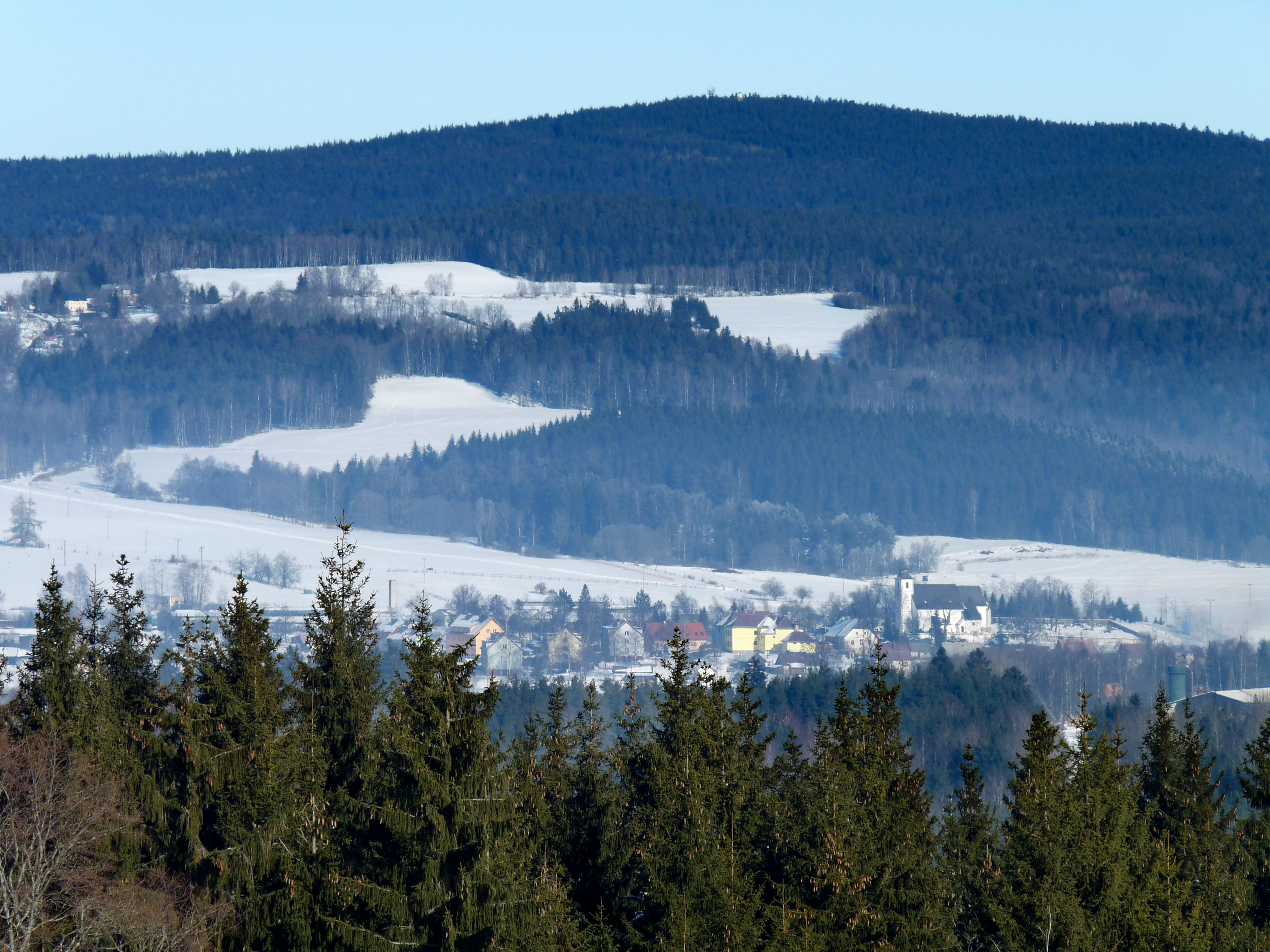
Ortsansicht

Zbytiny liegt rechtsseitig der Blanice im Tal des Zbytinský potok im Böhmerwaldvorland. Nordöstlich erhebt sich der Libín (1095 m).
Nachbarorte sind Sviňovice im Norden, Skříněřov im Osten, Koryto und Křišťanov im Südosten, Spálenec (Brenntenberg) im Süden, Svatá Magdaléna und Volary im Südwesten, Můstek im Westen sowie Blažejovice im Nordwesten.

### Gemeindegliederung
Die Gemeinde Zbytiny besteht aus den Ortsteilen Blažejovice (Plahetschlag), Koryto (Hundsnursch), Skříněřov (Schreinetschlag), Spálenec (Brenntenberg), Sviňovice (Schweinetschlag) und Zbytiny (Oberhaid) sowie den Wohnplätzen Blanický Mlýn (Flanitzmühle), Čtyří Domy (Vierhäuser), Dvojdomí (Zweihäuser), Mošna (Jandles), Můstek (Bierbruck), Sedmidomí (Siebenhäuser) und U Kalíšků. Im Gebiet der Gemeinde liegen die Wüstungen Bemjegl (Böhmjörgel), Fritzovy domky (Fritzhäuser) und Rauscherova pila (Rauschersäge).
Das Gemeindegebiet gliedert sich in die Katastralbezirke Koryto, Skříněřov, Spálenec, Sviňovice und Zbytiny.

### Nachbargemeinden
| Záblatí | Prachatice                                  |           |
| Volary  | Kompassrose, die auf Nachbargemeinden zeigt | Chroboly  |
|         | Boletice                                    | Křišťanov |

## Geschichte

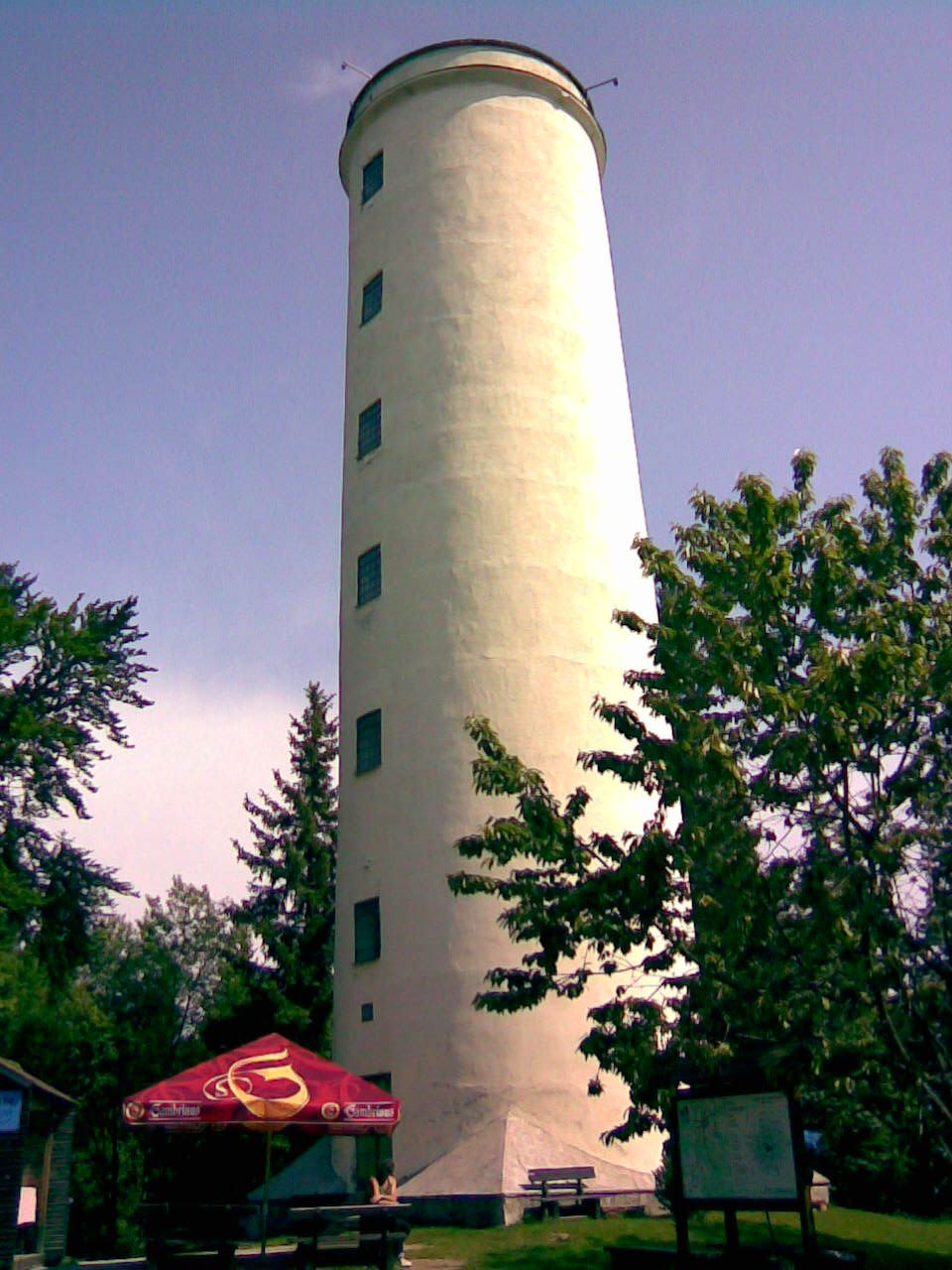
Aussichtsturm auf dem Libín

Im 14. Jahrhundert erfolgte die Besiedlung des Böhmerwaldgebietes um den heutigen Ort und 1388 wurde er als Switin erstmals urkundlich erwähnt. Im Jahr 1395 erhielt das Kloster Sancta Corona die Dörfer Zbytiny, Blažejovice, Koryto, Skříněřov und Sviňovice. Fünf Jahre später findet sich neben der tschechischen Bezeichnung Zbytyny auch erstmals die deutsche Hayd. Nach der Zerstörung des Klosters durch die Hussiten im Jahr 1420 gehörte Zbytiny zu dem klösterlichen Besitz, den sich Ulrich II. von Rosenberg aneignete.
Bis zum Beginn des 17. Jahrhunderts hielten die Rosenberger Zbytiny. Wegen hoher Verschuldung musste Peter Wok von Rosenberg den Besitz an Rudolf II. verkaufen. Zbytiny bestand im Jahre 1600 aus 23 Gehöften, der Kirche St. Katharina sowie einem Pfarrhaus und dem Kretscham.
1622 erhielt Hans Ulrich von Eggenberg Zbytiny. Der deutsche Name Oberhait, der später zu Oberhaid wurde, ist seit 1654 belegt. Im 17. Jahrhundert erlosch die Pfarre in Oberhaid und das Dorf wurde nach Wallern eingepfarrt. Als 1717 die Eggenberger im Mannesstamme ausstarben, fiel Oberhaid an die Schwarzenberger. Beim Ortsbrand von 1736 wurde die Kirche und 46 Häuser zerstört. 1786 wurde die Kirche in Oberhaid zu einer Lokalie von Wallern, und 1891 erfolgte die Wiedererhebung zur Pfarrkirche. Dabei wurde die Kirche dem Hl. Veit geweiht.
Nach der Inbetriebnahme der Eisenbahn von Prachatitz nach Wallern im Jahr 1899 wuchs das Dorf rasch an. Bestand es 1870 noch aus 55 Häusern, so waren es 1930 104, in denen 633 überwiegend deutschsprachige Menschen lebten. 1919 nahm südlich des Dorfes eine schmalspurige Waldeisenbahn den Betrieb auf, die zum Transport des Holzes aus den Wäldern des Böhmerwaldes diente und bei Brenntenberg als Anschlussbahn zur Strecke Prachatitz-Wallern führte. 1928 ereignete sich bei Oberhaid ein Eisenbahnunglück. Nach dem Münchner Abkommen wurde Oberhaid 1938 dem Deutschen Reich zugeschlagen, von 1939 bis 1945 gehörte das Dorf zum Landkreis Prachatitz. Nach Beendigung des Zweiten Weltkrieges kam das Dorf zur Tschechoslowakei zurück. 1946 wurden 558 deutsche Bewohner von Zbytiny abgeschoben. Der entvölkerte Ort wurde mit Reemigranten aus Rumänien besiedelt. Viele der Neusiedler verließen das Gebirgsdorf wieder und zogen ins Landesinnere. 1988 lebten in Zbytiny 215 Menschen.

## Sehenswürdigkeiten

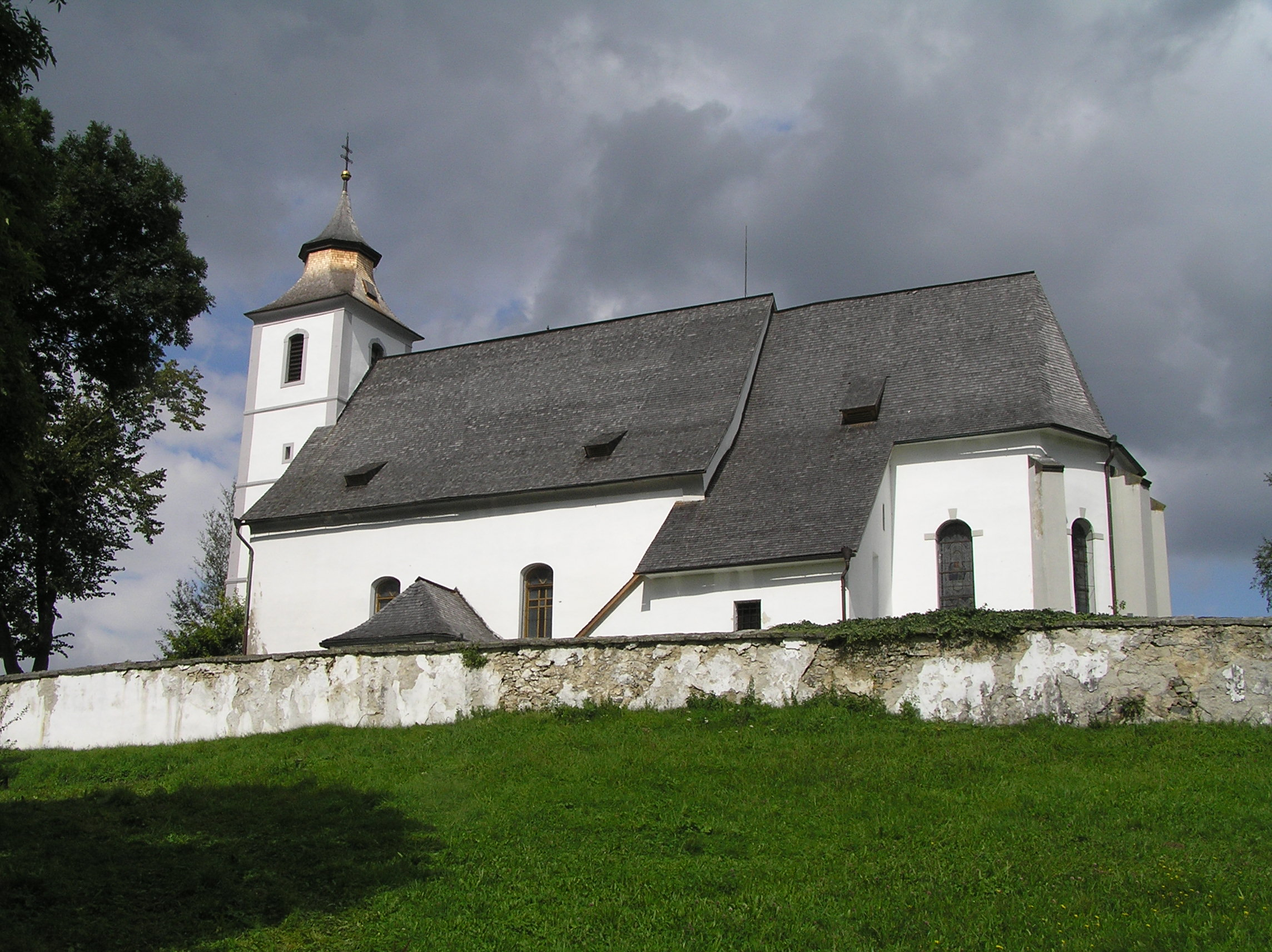
Kirche St. Veit

- Kirche St. Veit in Zbytiny, seit 1388 nachweisbar.
- Wallfahrtskirche St. Magdalena in Svatá Magdaléna
- Kronprinz-Rudolf-Turm auf dem Libín
- Burg Hus